# Andover (Dakota del Sur)
Andover es un pueblo ubicado en el condado de Day en el estado estadounidense de Dakota del Sur. En el Censo de 2010 tenía una población de 91 habitantes y una densidad poblacional de 130,13 personas por km².

## Geografía
Andover se encuentra ubicado en las coordenadas 45°24′37″N 97°54′13″O / 45.41028, -97.90361. Según la Oficina del Censo de los Estados Unidos, Andover tiene una superficie total de 0.7 km², de la cual 0.7 km² corresponden a tierra firme y (0%) 0 km² es agua.

## Demografía
Según el censo de 2010, había 91 personas residiendo en Andover. La densidad de población era de 130,13 hab./km². De los 91 habitantes, Andover estaba compuesto por el 95.6% blancos, el 0% eran afroamericanos, el 0% eran amerindios, el 0% eran asiáticos, el 0% eran isleños del Pacífico, el 4.4% eran de otras razas y el 0% pertenecían a dos o más razas. Del total de la población el 16.48% eran hispanos o latinos de cualquier raza.